# Tekstilfremstilling under den britiske industrielle revolution
|  | Maskinoversættelse og/eller tvivlsomt indhold Denne sides indhold bærer præg af at være en maskinoversættelse og/eller meget dårligt og uklart formuleret. Det vurderes at sproget er så dårligt og eventuelt forkert eller til at misforstå, at det bør omskrives eller oversættes på ny. Du kan hjælpe med at oversætte til korrekt dansk i denne og lignende artikler. Hvis dette ikke sker inden for kort tid, kan en sletning komme på tale. Se evt. denne sides diskussionsside eller i artikelhistorikken. |

Tekstilfremstillingen under den britiske industrielle revolution var centreret omkring det sydlige Lancashire og byerne på begge sider af Penninerne i Det Forenede Kongerige (UK). De vigtigste drivkræfter bag den industrielle revolution var tekstilfremstilling, jernstøbning, dampkraft, olieboring, opdagelsen af elektricitet og dens mange industrielle anvendelser, telegrafen og mange andre. Jernbaner, dampbåde, telegrafen og andre innovationer øgede arbejdernes produktivitet massivt og hævede levestandarden ved at reducere tiden brugt under rejser, transport og kommunikation markant.
Før 1700-tallet blev fremstillingen af klæde udført af enkelte arbejdere, i de omgivelser, de boede i, og varer blev transporteret rundt i landet med pakkeheste eller ved flodsejladser og kanaler, der fulgte højdekurverne og var blevet anlagt i begyndelsen af 1700-tallet. I midten af det 18. århundrede opfandt håndværkere måder at øge produktiviteten på. Silke-, uld- og hørstoffer blev overgået af bomuld, der blev det vigtigste tekstil.
Nyskabelser inden for kartning og spinding, der blev muliggjort af fremskridt inden for støbejernsteknologi, resulterede i skabelsen af større spinning-mules og water frames. Maskineriet blev anbragt i vanddrevne møller på vandløb. Behovet for mere kraft drev konstruktionen af dampdrevne balanciere, og roterende møllemaskiner, der overfører kraften til linjeaksler på hver af møllens etager. Overskud i kraftkapaciteten fremmede konstruktionen af mere sofistikerede kraftvæve, der lå i væveskure. Produktionens store omfang i møllebyerne omkring Manchester skabte et behov for en kommerciel struktur; til en bomuldsbørs og oplagring. Teknologien blev brugt i uld- og kamgarnmøller i West Yorkshire og andre steder.